# Ограбление в Хэммерпонд-парке
«Ограбление в Хэммерпонд-парке» (англ. The Hammerpond Park Burglary) — рассказ Герберта Уэллса,  впервые опубликованный в 1894 году в Pall Mall Budget.

## Сюжет
Тедди Уоткинс направляется в поместье Хэммерпонд, с целью совершить кражу бриллиантов и других драгоценностей. Для маскировки он прикидывается художником, и делает вид что хочет изобразить на холсте особняк поместья ночью в лунном свете. Это не вызывает особых подозрений. Он хочет ночью проникнуть в дом через окно. Однако он не подозревает что кроме него двое других грабителей этой ночью так же решили совершить кражу в поместье. Один из двух других грабителей спотыкается в темноте, поднимается шумиха, на шум бежит полиция дежурившая в поместье и хозяева.
Двое других грабителей бросаются бежать, за ними и Уоткинс. Двое других грабителей принимают его за преследующего и завязывается потасовка. Подбежавшая же полиция и хозяева так же не особо разбираясь воспринимают всё дело так что "художник бросился останавливать грабителей".
Хозяева с почестями сами вводят Уоткинса в дом. Где он ночью и совершает ограбление.

## Переводы на русский язык
На данный момент известны как минимум шесть переводов рассказа на русский язык.
- А. Гретман (Воровство в Гаммерпондскомъ паркѣ)
- А. Гертман (Воровство в Гаммерландском парке)
- О. Богданова (Налет на Хэммерпонд-парк)
- Н. Высоцкая (Ограбление в Хэммерпонд-парке)
- Д. Горфинкель (Ограбление в поместье Хаммерпонд)
- А. Немирова (Ограбление поместья Хеммерпонд)